# Lidzbark Warmiński
Lidzbark Warmiński (németül Heilsberg, régebbi nevén Lecbark) község Lengyelországban, a Varmia-mazúriai vajdaság Lidzbarki járásában.

## Földrajz

### Elhelyezkedése
A város Lengyelország északi határán, a Varmia-mazúriai vajdaság nyugati részén fekszik a történelmi Varmiában (Warmia), ahol átfolyik rajta a Łyna folyó, a Symsarna megtalálható a Sępopolska-alföld, az Olsztyńskie-i tavacskák és a Wzniesienia Górowskie.
Szomszédos községek:
- Kiwity
- Lubomino
- Orneta
- Dobre Miasto

### Éghajlata
E részen még a tenger hatása uralkodik. Ez nagy felhőkben jelenik meg, időszakonként jégverésben, főleg ősszel. A nyár eléggé későn kezdődik, hűvös és rövid. A tél hosszú és nagyon hideg. A csapadék évi átlaga 620 mm.

### Környékbeli tavak
- Koniewo
- Pilnik
- Wielochowo

Ezek együttesen a Wielchowski-tavak.

### Földhasználat
A 2002-es adatok szerint Lidzbark Warmiński területe 14,34 km², ebből:
- Mezőgazdaságra használt: 31%
- Erdő: 5%

## Történelme

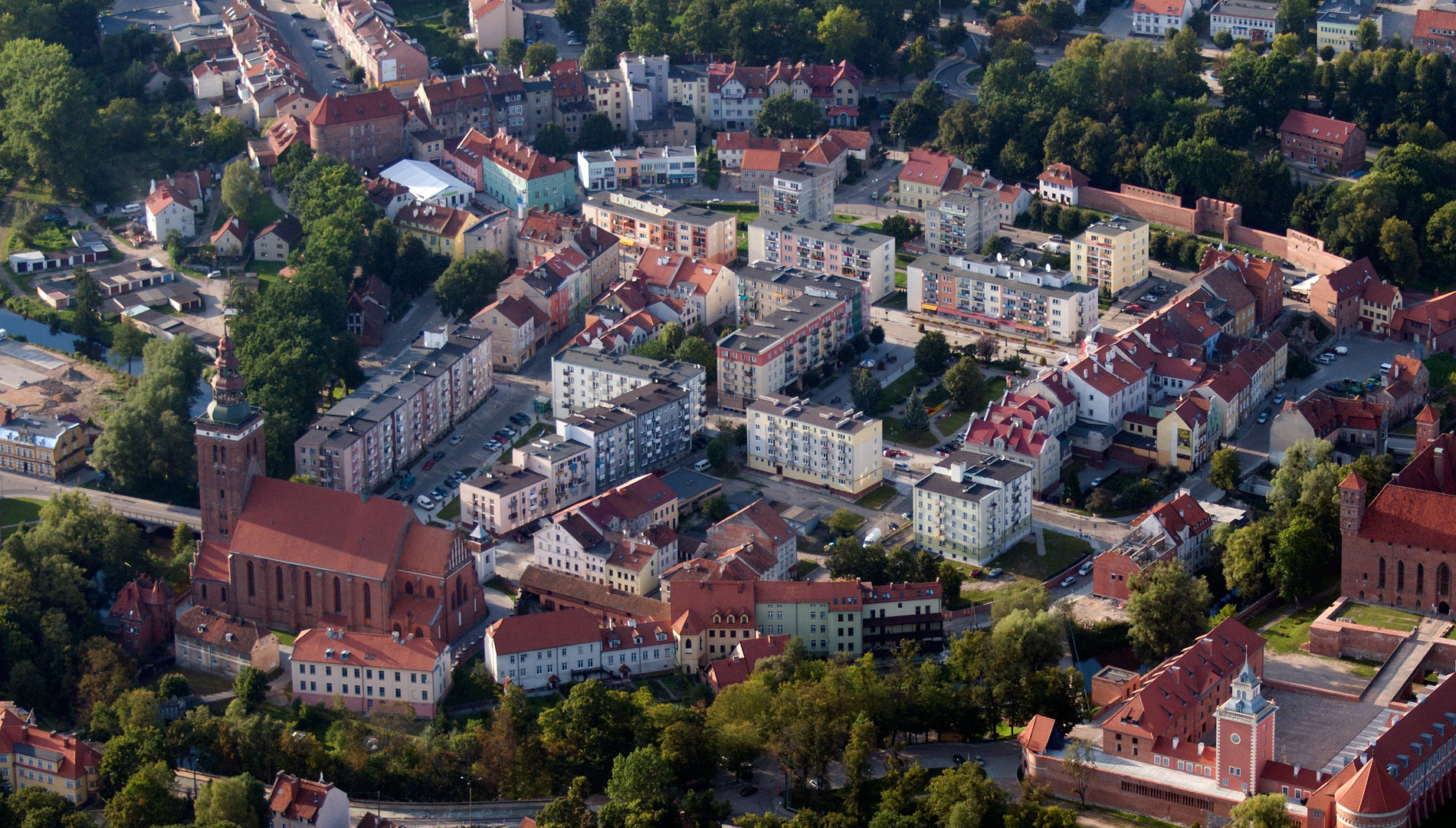
Az óváros

Lidzbarkot a Német Lovagrend alapította 1240 körül, itt ekkoriban egy erődítmény volt föllelhető. 1241-ben a Német Lovagrend tagjai elsőként a helyi elpusztított várat építették meg fából, melyet a következő években a poroszok szereztek meg. 1243-ban feleszméltek a Lovagrend tagjai. 1350-től a 19. századig volt Varmia központja, és egyben legnagyobb lélekszámú települése.
1975–1998 között a város az Olsztyńi vajdasághoz tartozott.

## Demográfia
A 2004. június 30-i népszámlálás szerint lakossága 16 545 fő.
Népszámlálás 2004. június 30-án:
| Leírás              | Összesen | Összesen | Nő    | Nő    | Férfi | Férfi |
| ------------------- | -------- | -------- | ----- | ----- | ----- | ----- |
| Egység              | fő       | %        | fő    | %     | fő    | %     |
| Népesség            | 16 545   | 100      | 8636  | 52,2  | 7909  | 47,8  |
| Népsűrűség (fő/km²) | 1153,8   | 1153,8   | 602,2 | 602,2 | 551,5 | 551,5 |

A 2002-es adat szerint az átlagkereset évi 1187,47 zł/fő

### Archív adatok
- 1875: 5.762 lakos
- 1890: 5.501 lakos, melyből 665 evangélikus, 4.723 katolikus és 112 zsidó vallású
- 1910: 6.082 lakos
- 1939: 10.630 lakos

## Oktatás
- Warmiai Egyetem, Főiskola - Főiskolát a Nemzeti Oktatásügyi és Sportminisztérium 2003. november 20-i döntését követően kezdték építeni, 2004. május 20-tól használják.
- IV. Kázmér lengyel király Állami egyesületi iskola
- Stanisław Staszic Szakiskola
- Mezőgazdasági Beállítottságú Központi Képző Iskola
- 1-es számú Általános Iskola, Mikołaj Kopernikról nevezett (az iskola egyesül az 1-es számú gimnáziummal)
- 3-as számú Általános Iskola, Ignacy Krasickiról nevezett
- 4-es számú Általános Iskola, II. János Pálról nevezett (az iskola egyesül a 2-es számú gimnáziummal)
- Állami Zeneiskola
- 'Mackó' Magánóvoda és Bölcsőde
- 'Maci' Magánóvoda
- 'Pelyhecske' Magánóvoda
- 5-ös számú Állami Óvoda
- 6-os számú Állami Óvoda
- Maria Grzegorzewska gyógypedagógusról elnevezett Ifjúsági Nevelőközpont
- Pedagógia-Pszichológia szakos Járási Főiskola
- Különleges Központi Nevelőiskola

## Kulturális intézmények
- Lidzbarki kulturális ház
- Ifjúsági kulturális ház (Irena Kwinto)
- Városi könyvtár (Marcin Kromer)
- Városi könyvtár - gyerekek és fiatalok számára
- 3-as Számú Városi könyvtár alkönyvtára
- Városi könyvtár a kórházban (egészségügyi könyvek)
- Könyvklub
- Az Elblągui Warmiai-Mazúriai Pedagógiai Könyvtár Lidzbark Warmiński-i alkönyvtára

## Egyház és vallás
- Jelentős a római katolikus egyház működése és
- elenyésző számban jelen van a Layman-féle házi misszionárius mozgalom is.

## Műemlékek
- A warmiai püspöki palota (Zamek biskupów warmińskich w Lidzbarku Warmińskim)
- A Szent Péternek és Szent Pál apostolnak szentelt templom (Kościół Świętych Apostołów Piotra i Pawła)
- Wysoka Brama (a 15-16. századból)
- Evangélikus templom (mely mostanában ortodox templom), építése 1821-23 zajlott le.
- illetve a barokk-klasszicista stílusú pavilon a hozzá tartozó gyönyörű kerttel, melyet 1718 és 1724 között építettek Teodor Potocki püspök számára, 1770-ben Ignacy Krasicki püspök újíttatta föl.

## A városhoz köthető ismert személyek
- Jan Dantyszek
- Mikołaj Kopernik
- II. Piusz pápa

## Lásd még
- Lidzbarki-háromszög

## Külső hivatkozások
- A város hivatalos honlapja (lengyelül)

### Térképek és műholdas felvételek
- Wikimapia
- Térkép a Szukaczun[halott link]
- Térkép a Targeon